# Plectus thornei
Plectus thornei är en rundmaskart som beskrevs av Ruhm 1956. Plectus thornei ingår i släktet Plectus och familjen Plectidae. Inga underarter finns listade i Catalogue of Life.